# NGC 688
NGC 688 是三角座的一個棒旋星系，它也是一個星暴星系。它距離地球約1.9億光年。1865年9月16日，該天體被天文学家海因里希·路易·达雷发现。